# Nuraghe La Prisgiona
Il nuraghe La Prisgiona (La prigione in lingua gallurese) è un sito archeologico nuragico (occupato dal XIV fino al IX secolo a.C.), situato nella valle di Capichera nel comune di Arzachena, in provincia della Gallura Nord-Est Sardegna. Il complesso è composto da un nuraghe e da un villaggio di circa 90-100 capanne, distribuito su cinque ettari. Per via della sua grande estensione e del numero di edifici il sito è considerato unico nel contesto nuragico gallurese. Nelle vicinanze è situata inoltre la tomba dei giganti di Coddu Vecchiu.

## Il nuraghe

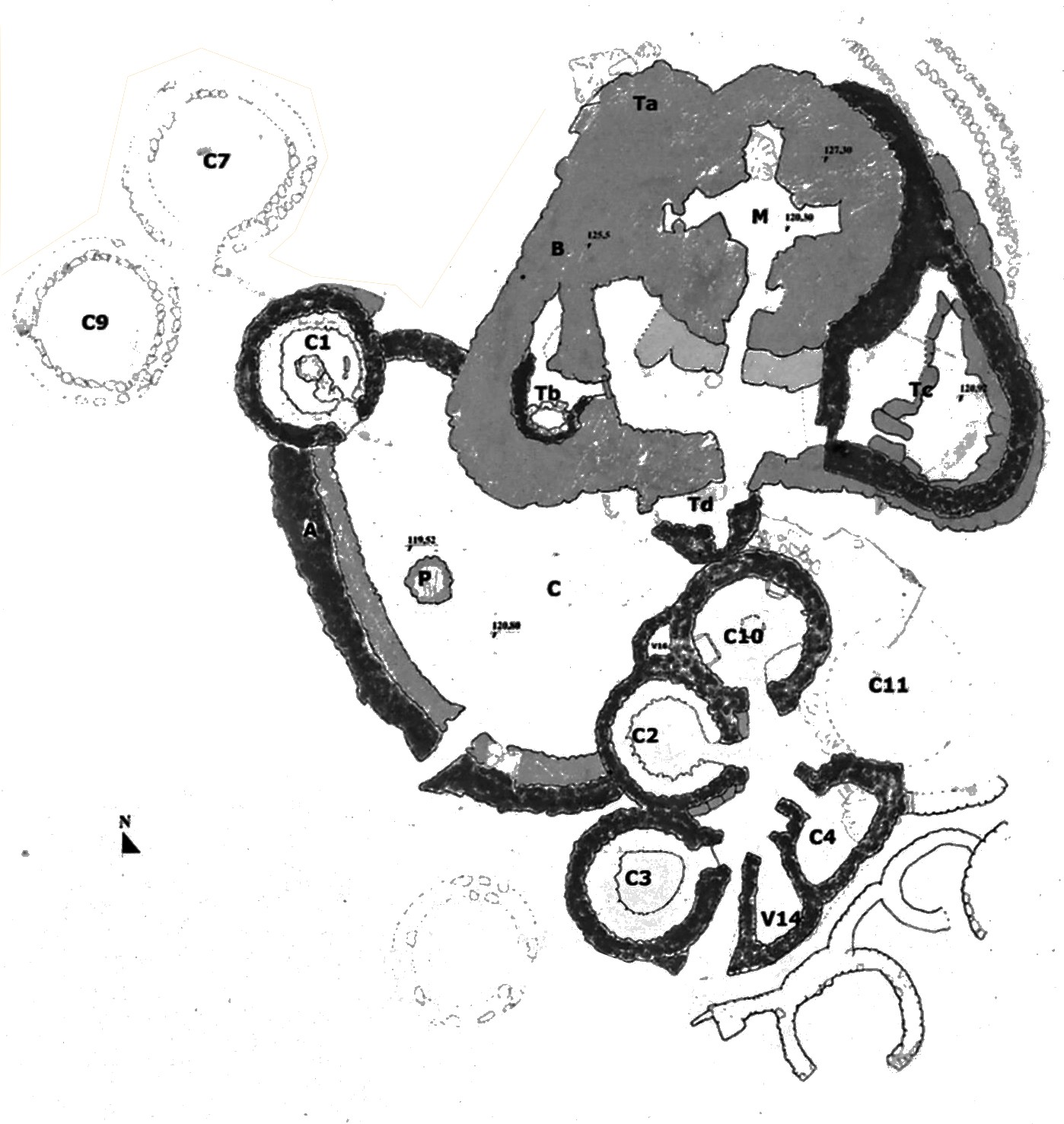
Pianta

Il complesso nuragico è stato oggetto di diverse campagne di scavo condotte dalla archeologa Angela Antona.
Il nuraghe, di tipo complesso a  thòlos, tipologia piuttosto rara in Gallura, controlla un'area di diversi chilometri quadrati; il suo ruolo prominente è confermato dalla dimensione, dalla complessità della sua stessa struttura architettonica. Secondo Giovanni Lilliu le maestranze che lo costruirono provenivano probabilmente dalla regione del Logudoro.
L'edificio ha una torre centrale (mastio) e due torri laterali che formano un bastione. L'ingresso del mastio è contraddistinto da una massiccia architrave di 3,20 m di lunghezza. La camera centrale possiede una falsa cupola alta più di 8 metri, ed è dotata di tre nicchie. Il bastione è ulteriormente protetto da una muraglia che delimita un ampio cortile.

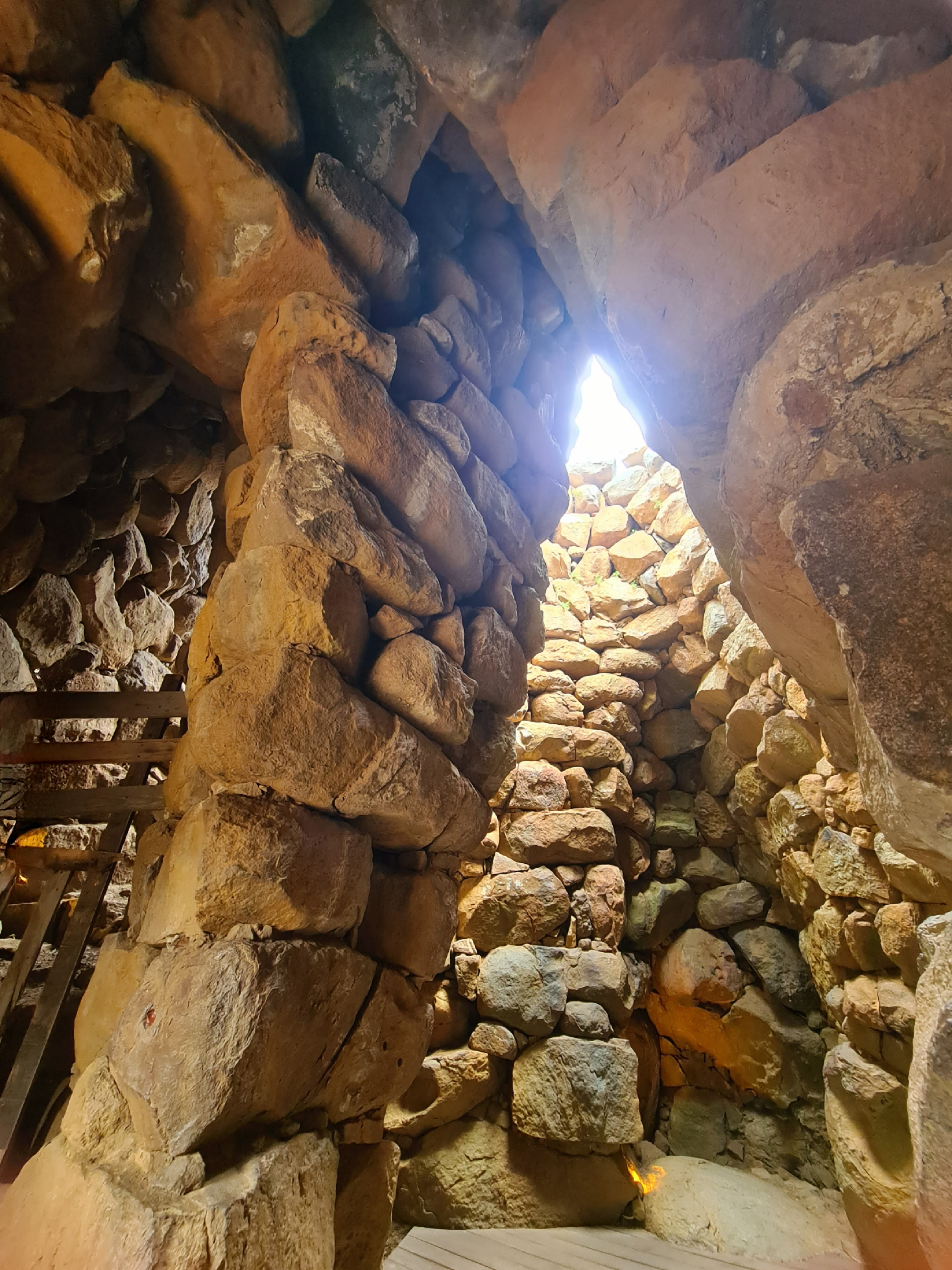
Interno del nuraghe

All'interno del cortile è presente un pozzo di oltre 7 metri di profondità e ancora oggi funzionante. Nella fondo del pozzo sono stati rinvenuti numerosi reperti ceramici. Tra questi ci sono molte tipologie askoidi, abbellite con elaborate decorazioni e recanti tracce di riparazioni, indizi che danno prova del loro valore. Gli askoi non erano destinati a contenere semplicemente i liquidi, ma sono chiaramente destinati ad altri usi.
La "capanna delle riunioni" è un edificio a pianta circolare che si trova, forse non casualmente, a breve distanza dal pozzo. La panchina interna a forma di anello poteva ospitare 12 persone. L'importanza del luogo è ulteriormente confermata dalla scoperta di un vaso di forma e decorazione piuttosto inconsueta. Il vaso era probabilmente utilizzato per contenere una bevanda, forse un decotto o un distillato, il cui consumo era forse limitato ad un piccolo numero di persone, probabilmente le 12 persone che partecipavano alle riunioni.

## Il villaggio

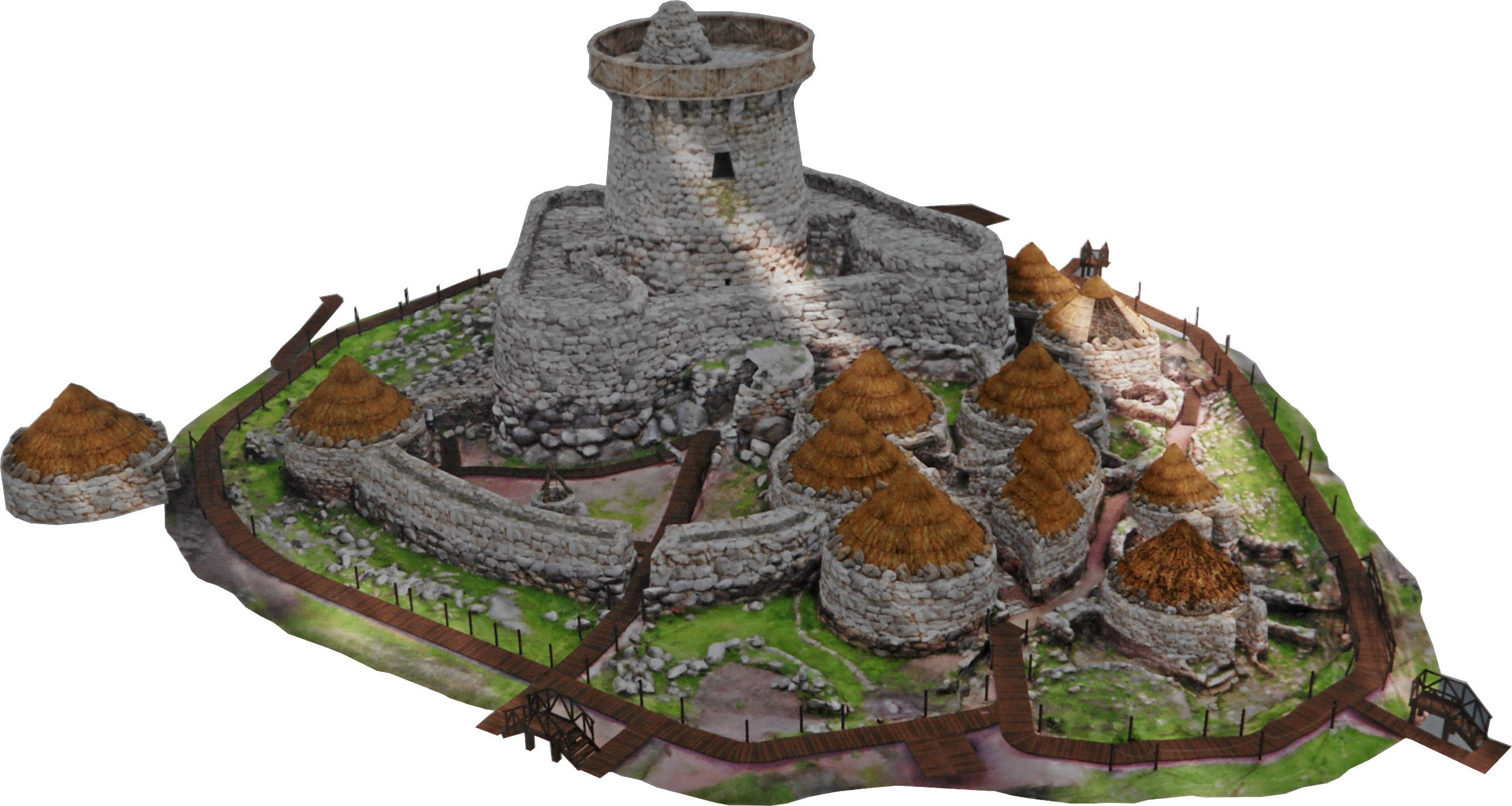
Ricostruzione grafica

Il villaggio si estende intorno al nuraghe e consiste di circa 90-100 capanne, anch'esse a pianta circolare. Durante lo scavo delle primi 15 capanne, gli archeologi notarono immediatamente la loro organizzazione in piccoli blocchi tra i quali si intersecano una serie di viuzze lastricate. Un blocco composto da 5 capanne rivelò specifiche attività artigianali, permettendo di approfondire come avvenisse la produzione di manufatti su larga scala, destinati non solo alle persone e le famiglie del luogo ma a un mercato più ampio.
Sebbene gran parte del villaggio sia ancora sotto terra, la parte rimessa alla luce suggerisce che era abitato da una comunità dinamica, organizzata e che intesseva rapporti con gli altri popoli del Mediterraneo.